# بریقه، سوریا
بریقه یک روستا  در سوریه است که در استان قنیطره واقع شده‌است. بریقه ۳۷۱ نفر جمعیت دارد. جمعیت روستا را مردم چرکس (قومی از شمال قفقاز که در قرن ۱۹ام به دلیل نسل‌کشی روسیه تزاری، پناهنده مملکت عثمانی شدند) تشکیل می دهند.